# Unbekannter Toter

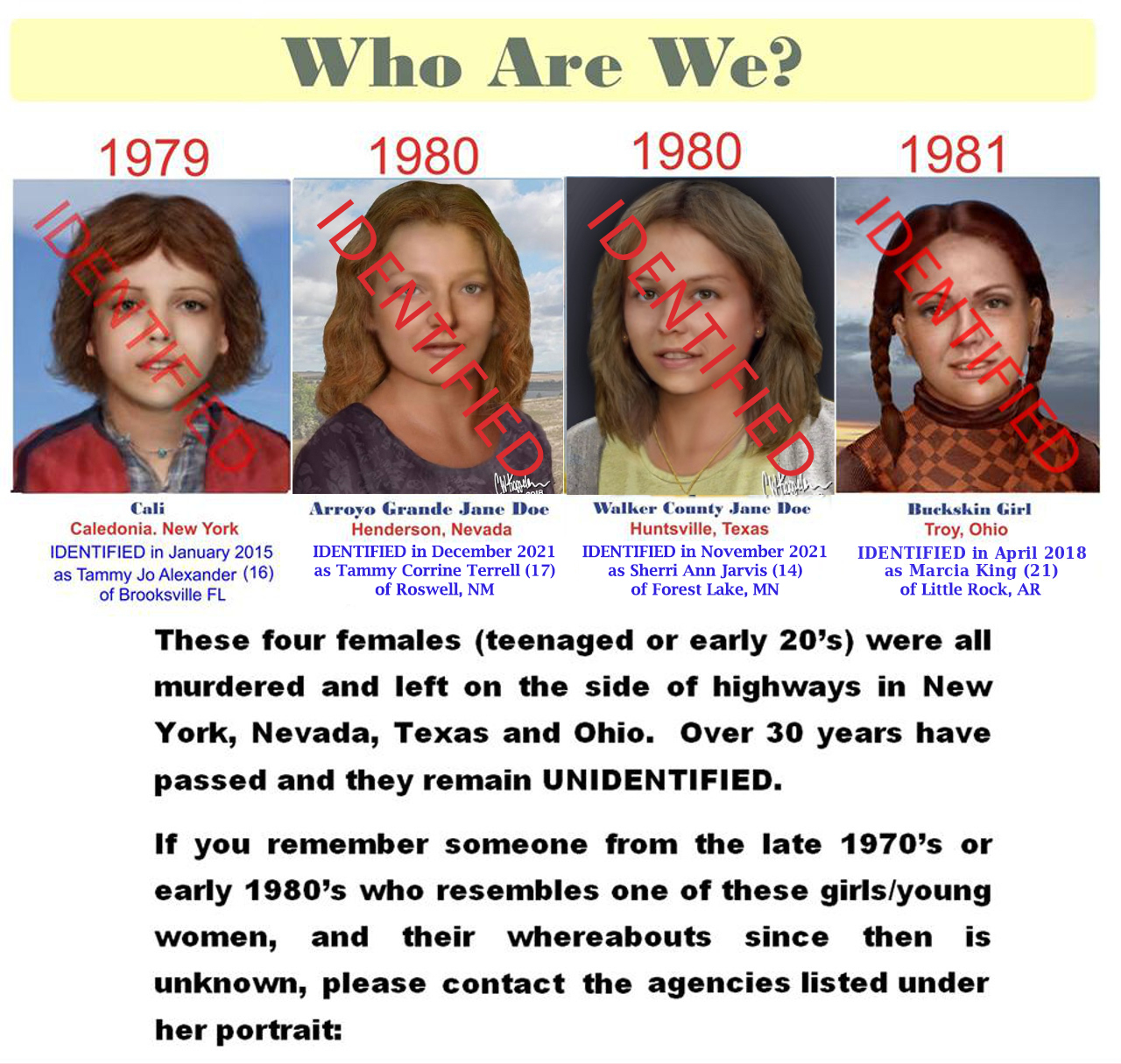
Beispiel eines Posters, das Informationen über vier unidentifizierte Opfer gibt, die mittlerweile als Tammy Alexander, Tammy Terrell, Sherri Jarvis und Marcia King identifiziert wurden

Der Begriff Unbekannter Toter oder Unbekannte Tote (im englischen Unidentified Decedent, abgekürzt UID) bezeichnet den Leichnam einer Person, deren Identität weder von der Polizei noch von Gerichtsmedizinern festgestellt werden kann. In vielen Fällen kann es Jahre oder sogar Jahrzehnte andauern, bis die Identität geklärt, während in manchen Fällen die Identität überhaupt nicht nachgewiesen werden kann.

## Besondere Fälle
- Isdal-Frau
- Long Beach Jane Doe
- Somerton-Mann
- Heulmeisje
- Das Mädchen aus dem Main